# St Monans
St Monans, insbesondere historisch auch St Monance, ist eine Ortschaft in der schottischen Council Area Fife. Sie liegt etwa 14 Kilometer südlich von St Andrews und 23 Kilometer nordöstlich von Kirkcaldy an der Einfahrt des Firth of Forth in der Region East Neuk.

## Geschichte
Ursprünglich Inverin, Inverie oder Inweary genannt, bezieht sich der heutige Ortsname St Monans auf den frühchristlichen Heiligen Moineinn, der am Standort einen Schrein errichten ließ. Als Resultat eines Disputs über die Schreibweise der Ortschaft in den 1890er Jahren wurde St Monance favorisiert. Im Laufe des 20. Jahrhunderts änderte sich die Schreibweise jedoch bevorzugt zu St Monans.
Die Ortschaft entwickelte sich um eine vorgeblich heilkräftige Quelle Moineinns, in der regionale Fischer über Jahrhunderte ihre Fangnetze und Leinen tränkten. Bereits seit dem 9. Jahrhundert wurde der Standort christlich genutzt. Die gotische St Monans Church entstand unter David II. zwischen 1362 und 1370. Der schottische König stiftete den Bau, nachdem er im Firth of Forth Schiffbruch erlitten hatte und mit dem Leben davongekommen war. Vermutlich seit dem 13. Jahrhundert existiert das westlich gelegene Newark Castle. Spätestens seit den 1670er Jahren besteht das nördlich gelegene Herrenhaus Balcaskie House.
Die Ortschaft entwickelte sich im 17. und 18. Jahrhundert mit dem Fischfang, dem Kohleabbau und der Salzgewinnung. Letztere erfolgte mithilfe einer Windmühle, welche die Salzpfannen mit Meerwasser versorgte. Im Laufe des 20. Jahrhunderts gewann der Tourismus und der Bootsbau in St Monans an Bedeutung.

## Verkehr
Durch St Monans verläuft die A917, welche die Küstenorte zwischen St Andrews und Upper Largo an das Fernstraßennetz anbindet. Im Jahre 1863 erhielt St Monans einen eigenen Bahnhof entlang der Fife Coast Railway. Die Strecke wurde jedoch 1965 aufgelassen.